# ガガイモ
ガガイモ（蘿藦、学名: Metaplexis japonica）はキョウチクトウ科ガガイモ属のつる性多年草である。中国名は蘿藦。種子や葉は薬用に、若い芽は食用になる。

## 名称
古名をカガミまたはカガミグサという。夏の季語。いずれの名も語源には諸説あり、イモというのは根ではなくて実の形によるともいう。高橋 (2003) は割れた実の内側が鏡のように光るのでカガミイモ（鏡芋、輝美芋）の名がつき、これが訛ってガガイモとなったとしている。
平安初期の『本草和名』で中国語名の蘿藦がガガイモを表す漢字表記としてあてられ、やがて蘿藦の表記が用いられるようになった。
日本神話では、スクナビコナの神が天之蘿摩船（あまのかがみのふね）に乗ってきたといい、これはガガイモの実を2つに割った小さな舟のこと。
地方により、ガンガラ、ゴンガラ、トウノキなどととばれている。
ガガイモの学名は牧野 (1940) などで Metaplexis japonica と紹介されてきたが、Khanum et al. (2016) でMetaplexis属などはイケマ属（Cynanchum）に統合するのが妥当とする学説が出され、ガガイモに関しては同論文480頁で提案された Cynanchum rostellatum という新学名がキュー植物園からも認められている。

## 分布と生育環境
日本の北海道・本州・四国・九州のほか、朝鮮半島、中国の東アジア一帯に分布する。低地から低山帯に分布する。各地の山野に自生し、日当たりのよいの草原や道端、藪、河川敷、林縁などに見られる。日当たりと排水がよく、肥えた土地を好む性質があり群生する。

## 形態・生態
つる性の多年草で、長く太い地下茎があり、白い線状で長く伸びると、その先に茎を出す。地下茎はちぎれても、地下茎の一部分から容易に繁殖できる。地下茎は有毒。つるは右巻き（Z巻き）である。他物に絡んで伸び、長さは2メートル (m) ほどになる。葉は対生し、長さ5 - 10センチメートル (cm) のやや長い心臓形で全縁、葉脈が目立ち、葉身の表面は濃い緑色、裏面は白緑色をしている。葉や茎を切ると白い乳液が出る。
夏に、葉腋から長い花柄を出した先に集散花序がつき、淡紫色から白色の花が10 - 20個ほど咲く。花冠は5深裂して星型に反り返り、花冠の内側に毛が密生する。果実は大型の紡錘形の袋果で、長さは8 - 10センチメートル (cm) 、表面にイボがあり、熟すと割れてボート形になり、中から白い毛の生えた種子が出る。
ヘクソカズラに姿がやや似ており、比べると数は少ないが、横に伸びた根から芽を出して旺盛に繁殖するため、一度生えると雑草化する。

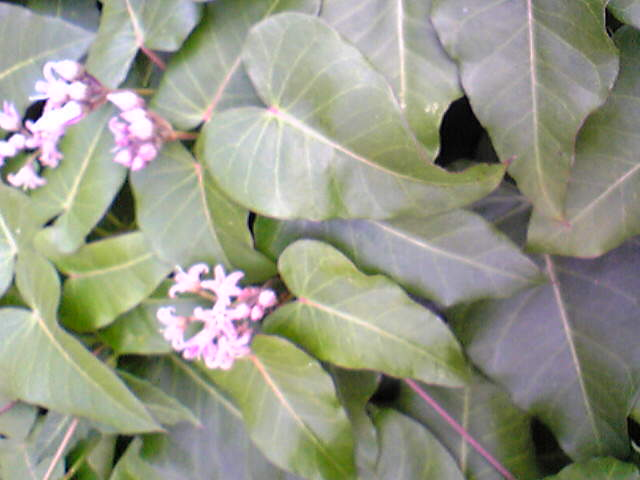
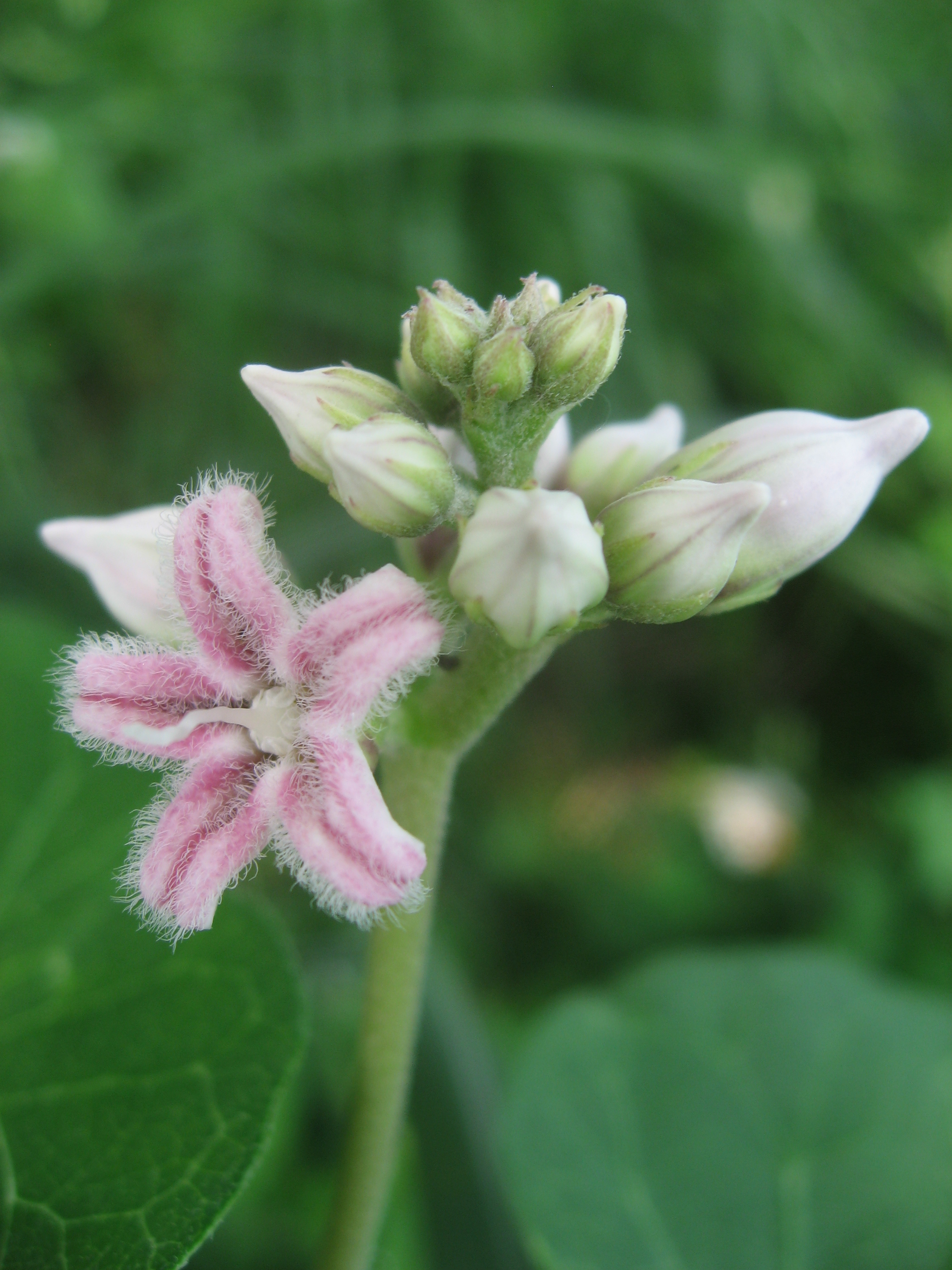
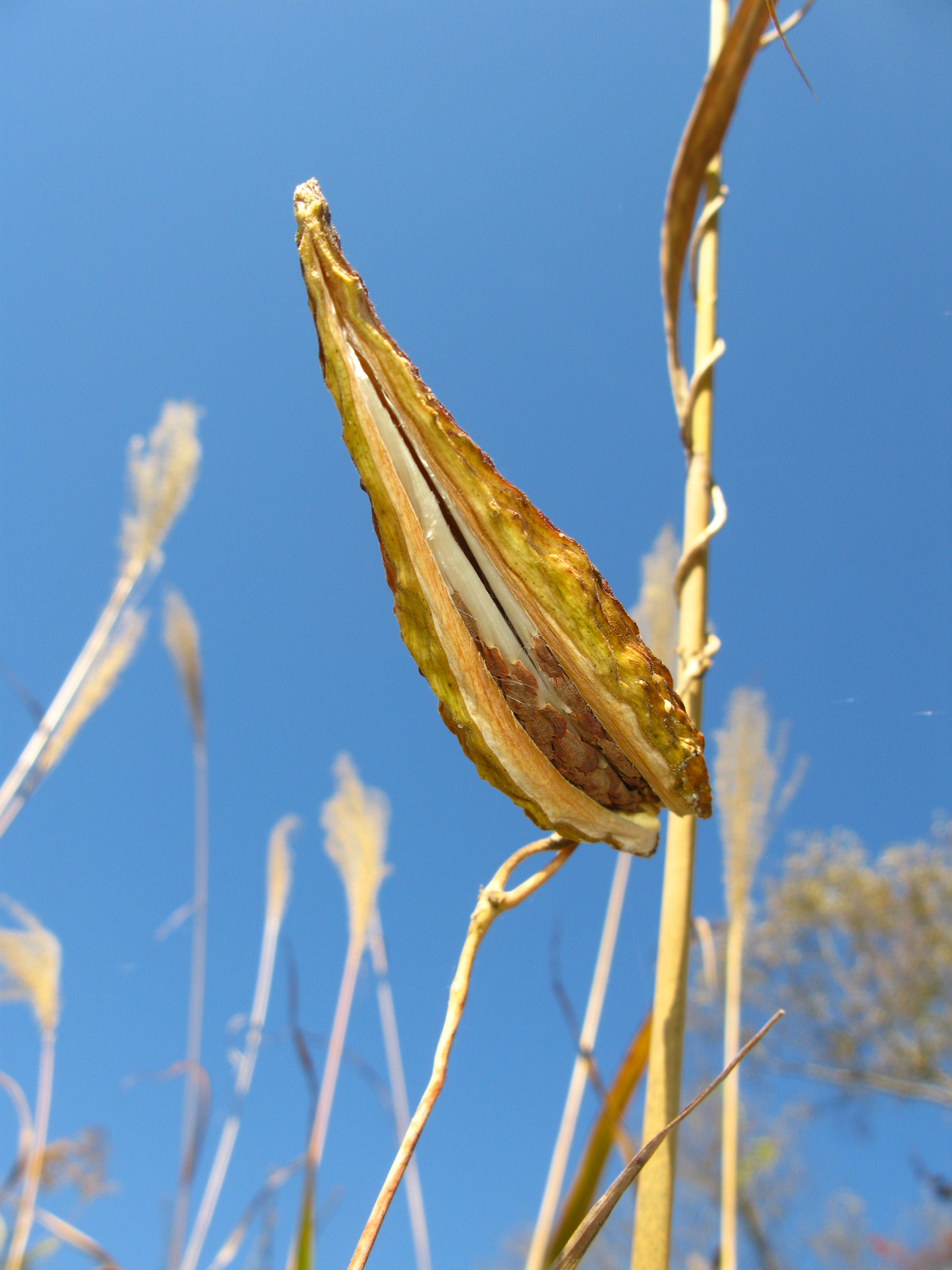
白毛のついた種子がみえる袋果。長さ10cm、径3cm。
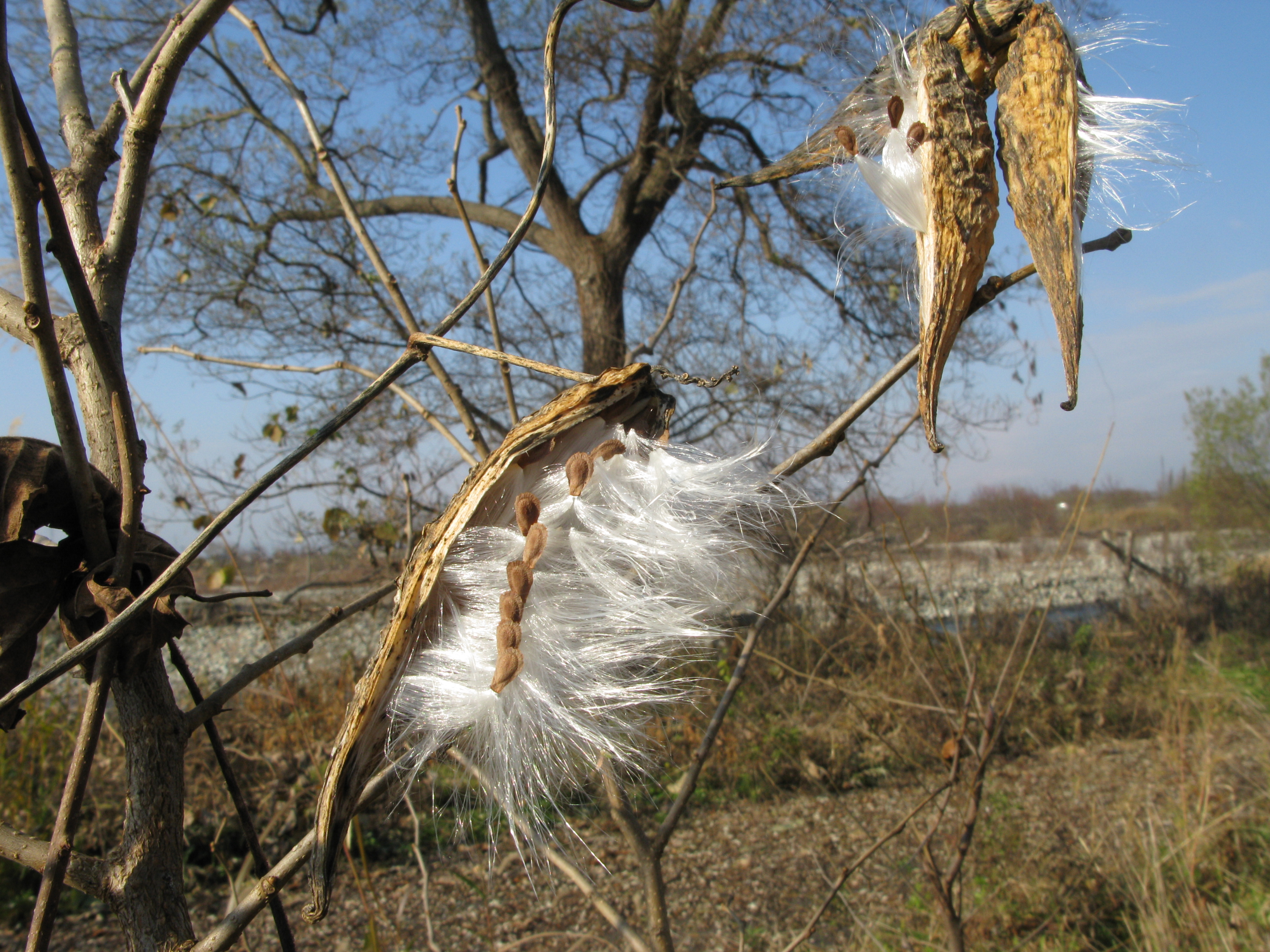
袋果が割れ、中の種子が風によって散布される。

## 利用
かつては種子の毛を綿の代用や朱肉に用いた。種子は漢方で蘿摩子（らまし）と呼んで強壮薬に用いることもある。若芽などはゆでて食べられる（多量に食べると有害ともいう）。

### 生薬
種子と葉は生薬になり、初秋に実を採って天日乾燥して種子を取り出し、葉は夏に採取して陰干しして調製される。乾燥させた種子は蘿摩子（らまし）と称されていて、強精、止血に、また葉は解毒、腫れ物に薬効があるとして用いられる。民間療法では、強精目的に羅摩子の乾燥粉末1日量2 - 3グラムを1日2回服用する用法が知られる。切り傷の止血には種子の白毛をつけるとよいとされ、腫れ物には葉の粉末をクチナシの粉末（サンシシ末）と一緒に酢で練り合わせて、湿布する方法が知られている。

### 食用
若芽は食用になり、暖地では5 - 7月、寒冷地では6 - 7月ごろに採取する。若芽を茹でて水にさらし、おひたし、ごま和え、クルミ和え、白和え、マヨネーズ和えなどの和え物、酢の物、煮物、汁の実などにする。生の若芽を用いて天ぷらやバター炒めにもできる。初秋（9 - 10月）にオクラに似た若い果実を採取して、天ぷらや漬物にする。ただし、根茎には毒成分が含まれているので、採取は禁物である。

## 諸言語における呼称
日本では以下のような方言名が見られる。
- イガイモ: 志摩国[10]
- イモ: 山口県（大島郡）[10]
- カガイモ: 山口県（都濃郡、吉敷郡、大津郡）[10]
- ガカイモ: 山口県（美祢郡）[10]
- カガミ: 熊本県玉名郡[10]
- カガライモ: 山口県大島郡[10]
- カガラビ: 加賀国[10]
- ガガラビ: 加賀国[10]
- カゴイモ: 山口県豊浦郡[10]
- ガンガラビ: 新潟県中蒲原郡[10]
- クサパンヤ[注 3]: 江戸[10]
- クサワタ[注 4]: 静岡県賀茂郡[10]
- ゴアミ: 長野県北安曇郡[10]
- ゴアメ: 長野県北安曇郡[10]
- コアンベ: 長野県北安曇郡[10]
- コーガミ: 仙台[10]
- ゴーガミ: 仙台[10]
- コーガメ: 駿河国[10]
- ゴーガメ: 駿河国[10]
- コーガモ: 遠江国[10]
- ゴガチョ: 秋田県仙北郡[10]
- ゴガッチョー: 秋田県[10]
- コガネ: 木曾[10]
- ゴガベッチョ: 秋田県（平鹿郡、由利郡）[10]
- コガミ: 木曾、宮城県（仙台、登米郡）、長野県更級郡[10]
- ゴガミ[注 3]: 仙台[10]
- ゴガミズル: 仙台[10]
- コガメショ: 秋田県由利郡[10]
- コカライ: 出羽国米沢[10]
- コガラビ: 出羽国[10]
- ゴガラビ: 出羽国[10]
- コガラミ: 山形県庄内[10]
- ゴガラミ: 山形県（新庄市、酒田市）[10]
- コンガラ: 長野県（下水内郡）[10]
- ゴンガラ: 長野県（下水内郡）[10]
- ショーカイモ: 山口県美祢郡[10]
- ショーガイモ: 山口県美祢郡[10]
- チガイモ: 出羽国[10]
- ナガイモ: 山口県（熊毛郡、玖珂郡、都濃郡）[10]
- ハンシャ: 伊予国[10]
- ハンジャ: 伊予国[10]
- ハンヤ: 佐渡[10]
- パンヤ: 木曾、三重県（宇治山田市、伊勢）、三宅島[10]
- ヤマイモ: 山口県（玖珂郡、厚狭郡、豊浦郡、美祢郡、阿武郡）[10]
- ラマソー: 江戸、京都[10]